# アラビック (客船)
アラビック (SS Arabic)は、ホワイト・スター・ラインが保有していたオーシャン・ライナー。同名を名乗る船としては2隻目である。1915年8月19日にドイツ潜水艦「U24」の雷撃により沈没した。

## 概要
アラビックはアトランティック・トランスポート・ライン(Atlantic Transport Line, ATL)の客船「ミネワスカ(Minnewaska)」として、ベルファストのハーランド・アンド・ウルフ社によって建造された。
しかし1902年にATLが国際海運商事(IMM)と合併したため、ホワイト・スター・ラインで「アラビック」として就役することになった。
1903年6月26日から7月5日にかけてリバプールからクイーンズタウンを経てニューヨークまでの処女航海を行った後、リバプール・クイーンズタウンとニューヨーク・ボストンを結ぶ航路で運航された。
1913年には「タイタニック」沈没事故による安全基準の改定に伴い、それまで一等船室だった部分を二等船室と救命ボート用スペースに改装する工事を行っている。
「アラビック」を名乗る船はこれを含め3隻存在している。初代は1881年に、3代目は1908年に建造されている。

## 沈没
1915年8月19日、「アラビック」はアメリカに向かう途中にアイルランドの町キンセールの南およそ50マイル(80km)の地点で、ドイツ潜水艦「U24」の雷撃を受けた。当時「アラビック」はジグザグ状に航行しており、「U24」の艦長は「あの船は潜水艦に体当たりを仕掛けようとしているのではないか」と考えていた。「U24」は1本の魚雷を発射し、「アラビック」の船尾に命中した。その後「アラビック」は命中からわずか10分も経たないうちに、海面上から姿を消した。この事故で44人の乗客乗員が犠牲になったが、そのうちの3人はアメリカ人であった。
事故の3ヶ月前に「ルシタニア」がドイツ潜水艦「U20」に撃沈されて128人のアメリカ人旅行客が犠牲になっていたこともあり、当時の大統領ウッドロウ・ウィルソンは8月22日に外交官を通じて、改めてドイツ側に抗議の意思を伝えた。しかし、ドイツ潜水艦による商船への攻撃は9月18日に無制限潜水艦作戦が一時中止されるまで続いた。